# Crosstriatlon
Crosstriatlon, ook bekend als offroad-triatlon, is  een duursport die bestaat uit drie disciplines, met name zwemmen, mountainbiken en hardlopen.

## Beschrijving
Bij offroad-triatlon worden de disciplines zwemmen, fietsen en hardlopen bij voorkeur in een natuurlijke setting afgewerkt. Dit betekent vaak: zwemmen in open water, mountainbiken en crosslopen, het liefst over gevarieerd, geaccidenteerd - en in ieder geval onverhard - terrein. De meest gangbare afstand bij offroad triatlon is 1000 - 1500 meter zwemmen, ca. 30 km mountainbiken en ca. 10 km hardlopen.
Bij Nederlandse offroad triatlons zoals de Beach Challenge in de Haagse badplaats Kijkduin, en Tri-Ambla op Ameland wordt ook gezwommen in zee, waar de golven een extra uitdaging vormen.

## Wedstrijden
De internationaal meest toonaangevende crosstriatlons zijn samengebracht in de prestigieuze Xterra Global Tour. In Nederland en België hebben een aantal crosstriatlons en -duatlons zich verenigd in de X-Athlon Offroad Tour. In 2008 en 2012 werd het Europees kampioenschap en in 2013 het wereldkampioenschap in Nederland georganiseerd.

## Bekende atleten
- Jacqueline Allen
- Robert Barel
- Renata Bucher
- Jan Čelůstka
- Kris Coddens
- Ine Couckuyt
- Braden Currie
- Brice Daubord
- Víctor del Corral
- Flora Duffy
- Paul Embrechts
- Helena Erbenová
- Arthur Forissier
- Maud Golsteyn
- Eneko Llanos
- Yeray Luxem
- Olivier Marceau
- Sibylle Matter
- Melanie McQuaid
- Kathrin Müller
- Sam Osborne
- Lesley Paterson
- Eleonora Peroncini
- Morgane Riou
- Rubén Ruzafa
- Francisco Serrano
- Conrad Stoltz
- Jim Thijs
- Marcello Ugazio
- Tim Van Daele
- Judy van den Berg
- Tim Van Hemel
- Ingrid van Lubek
- Nicole Walters
- Carina Wasle